# Cine B

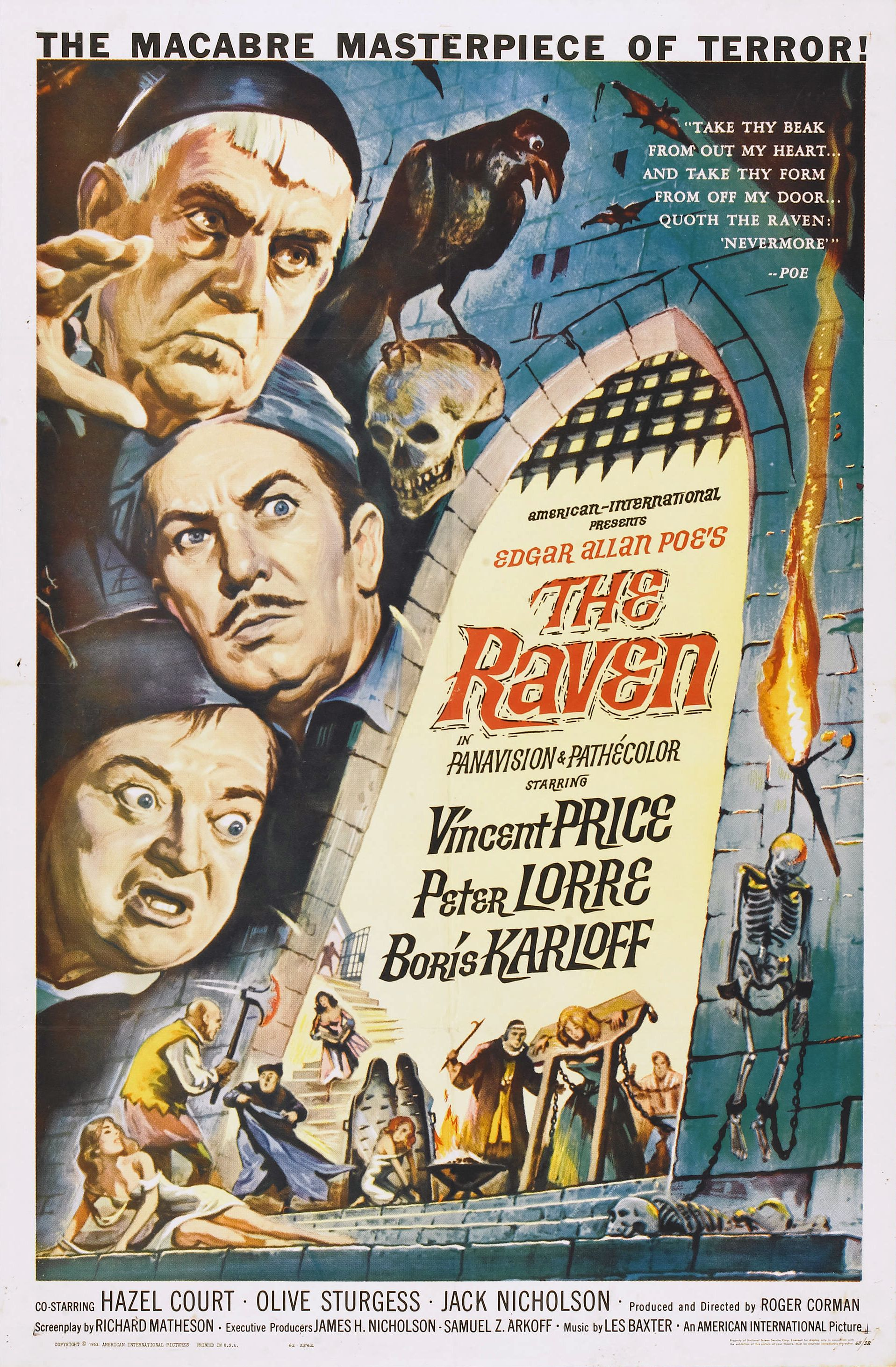
El cuervo, una de las cintas más representativas del cine B.

El cine B o cine serie B es un tipo o estilo de cine de bajo presupuesto. En su uso original, durante la edad de oro de Hollywood, el término identificaba con mayor precisión una película destinada a ser distribuida sin publicidad como parte de una doble función. El término connota la percepción negativa que el público general tenía hacia este cine, el cual se consideraba inferior, al punto de ser ignorado por los críticos.
A pesar de que la producción de películas de este tipo decayó en la década de 1950, el término se siguió utilizando. En su posterior uso, existe una ambigüedad: por un lado pueden ser cintas con un alto grado de artesanía e ingenio estético, y por el otro pueden ser películas cuyo interés principal es la explotación lasciva a un bajo presupuesto; o en su defecto, las dos. Actualmente el uso de este término tiene connotaciones contradictorias: por un lado se las califica como películas de género con mínimas ambiciones artísticas o, películas enérgicas desinhibidas de las restricciones impuestas a las producciones de mayor presupuesto y sin la carga de los convencionalismos del cine independiente.
En cualquier caso, la mayoría de las películas de cine B representan un género particular; las cintas de vaqueros eran la primera elección en la edad dorada del cine B, mientras que la ciencia ficción y el terror se popularizaron en la década de 1950. Las primeras películas de cine B a menudo usaban el mismo personaje en varias cintas.
Este tipo de producciones es admirada y recordada con afecto por algunos directores de industria como Quentin Tarantino y Robert Rodriguez, que han hecho muchas referencias directas a su estilo en sus películas de gran presupuesto o directamente las homenajearon en su proyecto Grindhouse, donde hicieron una "doble función" con Death Proof y Planet Terror, dirigiendo una de las películas cada uno.

## Orígenes y características
Las películas clase B fueron una respuesta de los estudios de Hollywood a la caída de audiencia experimentada durante la Gran Depresión, después del crack económico que sufrió Estados Unidos en 1929. Por esos años, el cine estadounidense había creado una economía e industria muy especializadas. Ya en los años 20 aparecieron el sistema de estudios (studio system), el sistema de estrellas o star-system y el cine de géneros cinematográficos. La llegada del cine sonoro confirmó el oligopolio cinematográfico, absoluto control del mercado por parte de un limitado número de empresas, las llamadas Majors: Warner Bros, Metro Goldwyn Mayer (MGM), Paramount, RKO, 20th Century Fox, Universal Studios, Columbia Pictures y United Artists. Esta última no tenía producciones propias, sino que se hacía cargo de la distribución de películas de productores independientes.

### Sistema de estudios y clase B
Los tres polos que caracterizaban a la industria en esos tiempos eran el studio system, el star system y el cine de género, que aseguraban la maximización de los beneficios al menor coste. Las empresas se esmeraban en controlar la producción, la distribución y la exhibición; esta última era la más importante. Sin embargo, la caída de la audiencia a las salas, a causa de la depresión económica de 1929 en Estados Unidos, obligó a las Majors a reformular su sistema.
Sistemas de función doble
Entonces comenzaron a presentar funciones dobles además de los estrenos. En la primera gira, una película era exhibida en teatros especiales de estreno. La entrada costaba más cara que en cualquier otro cine (entre $ 1 y 1,25). En las giras siguientes, el precio de la entrada iba disminuyendo (entre 40 y 75 centavos), a fin de captar al público que no podía asistir al estreno. Además, se comenzó a ofrecer una segunda función que constaba de películas clase B. El período que pasaba entre una gira y otra, es decir, el reestreno en salas menores, se llamaba despeje. Y así las giras solían repetirse, y en películas tan populares como, por ejemplo, El último refugio, la gente podía ir a verlas en una cuarta gira, en la cual ya sólo pagaba 25 centavos por la entrada.
Con esta estrategia, los estudios garantizaban a sus cadenas de salas los beneficios más elevados, ya que negaban a las salas independientes la posibilidad de presentar películas cuando ellas lo desearan. Así, las Majors optaron por comenzar a pasar dos películas al precio de una. La segunda sería una película de bajo presupuesto, lo que transformaría a la principal atracción en película de clase A, y a la suplementaria en película de clase B, una tipología adoptada por los propios estudios y generalizada a través del tiempo. Hacia 1935 las principales cadenas de cines habían adoptado este sistema de función doble. Al año siguiente, el 75 por ciento de los cines habían adoptado el sistema de doble función.
Para esto, todos los grandes estudios habían formado sus unidades especiales que se dedicaban exclusivamente a producir películas clase B, manejadas por productores que conocían cada aspecto del cine de bajo presupuesto. Como ejemplo cabe citar la creación del departamento de cine clase B de la RKO, que a comienzos de la década de 1940 puso a cargo de ese departamento a Val Lewton. La primera película en salir fue La mujer pantera (1942). Su inversión fue de apenas 130 mil dólares, y alcanzó a recaudar tres millones.
Lewton había convocado para esta película al director Jacques Tourneur, con el que hizo tres películas más con el mismo modelo y con las que recaudó sumas similares. Luego siguió realizando películas ya con otros directores, pero todas ellas con similar éxito. Así lo hicieron los demás estudios. Cada uno tenía su plantel de actores, directores, guionistas y técnicos, especialmente dedicados a producir películas clase B.

### Seriales
Los estudios no solo producían estas películas de segunda función, sino que crearon los seriales, que también eran regidos por el sistema de clase B. Estos aparecieron a comienzos de los años cuarenta (algunos estudios como Universal ya los emitían desde los años treinta, y algunos incluso antes), y eran películas que constaban de diez a quince episodios. Cada cine tenía su héroe especial al que los espectadores elegían seguir hasta el final de la serie. Estaban especialmente dirigidos a los niños, que podían ver las aventuras de Dick Tracy, el Cisco Kid, Hopalong Cassidy, Roy Rogers, Buck Rogers, Flash Gordon, etc. Los seriales murieron también con la llegada de la televisión en los años 50.

## Caída del cine clase B de estudio

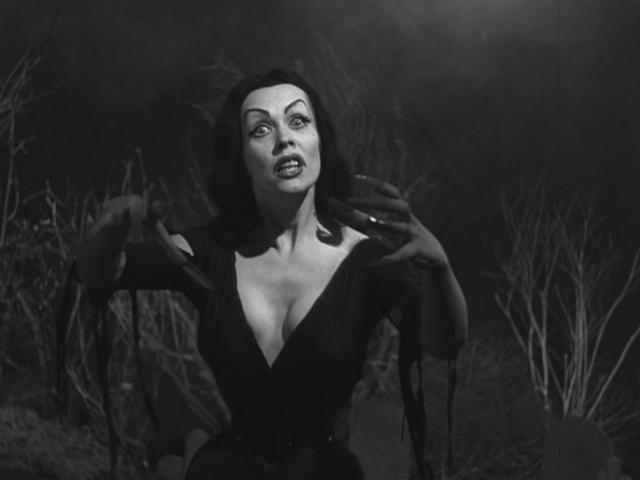
Maila Nurmi, actriz finlandesa y de las más importantes del cine de serie B de los años 50.

En 1948 un fallo judicial contra los estudios mayores de Hollywood los obligó a deshacerse de las cadenas de cine, ya que al estar en dominio de la producción, distribución y la exhibición fueron acusados de violación de la ley federal antimonopolio. Al perder la exhibición, los estudios no tenían una distribución asegurada, y no pudieron aplicar más el sistema con el cual colocaban siempre toda película que querían en el mercado que querían. Entonces la película clase B destinada a una segunda función dejó de tener interés económico, por lo cual con el tiempo se fueron desmantelando las unidades que se dedicaban especialmente a las películas de bajo presupuesto. A su vez, en la década de 1950 la audiencia a los cines volvió a declinar, esta vez en competencia con la televisión, la encargada de terminar de aniquilar a las unidades de cine clase B de los grandes estudios, al no poder competir contra los westerns de treinta minutos emitidos en televisión. Se eliminó, así, totalmente el interés por la segunda función. Igual siguieron produciéndose películas de bajo presupuesto en los estudios, incluso se crearon estudios especializados en películas clase B, como la American International Pictures, que se fundó en 1954, y sacaba muchas películas por año. Y al mismo tiempo florecieron las pequeñas productoras independientes, muchas de las cuales se dedicaron al cine de bajo presupuesto.

## Importancia del cine clase B
A pesar de la denominación “clase B”, muchas de las películas que aparecieron por esos tiempos se convirtieron en clásicos del cine, y lanzaron a directores y actores a la fama y al éxito. Por ejemplo, películas como El último refugio (High Sierra, 1940), que catapultó a Humphrey Bogart a la fama, o La mujer pantera (Cat People, 1941), que le dio la entrada a Jacques Tourneur para hacer grandes películas clase A. John Wayne también comenzó haciendo películas B. El cine clase B también fue el campo de prueba de muchos directores. El cine clase B propició las condiciones para que los cineastas experimentaran y crearan nuevos lenguajes o abordaran temáticas menos comunes.

## Clase B en la cultura estadounidense

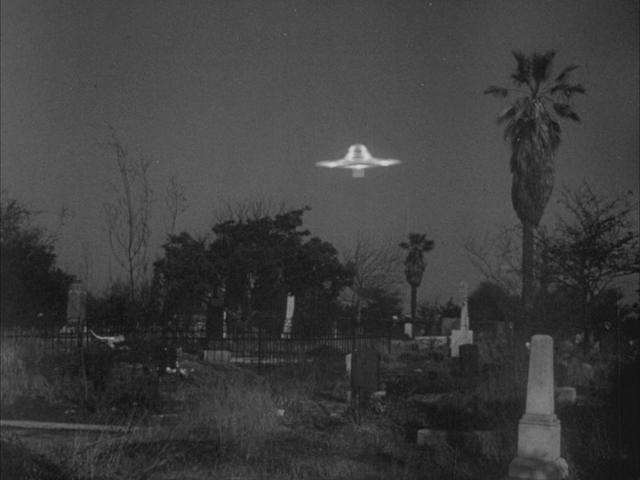
Los efectos especiales deficientes son una de las reseñas de este cine. En la imagen, un fragmento de la mítica cinta Plan 9 del espacio exterior.

Hay una marcada huella de los cines clase B entre ciertos grupos estadounidenses. Algunos fanáticos jóvenes de la ciencia ficción en Estados Unidos tienen una afición a estas películas de bajo presupuesto, debido a lo bien distintas que son respecto de la corriente oleada de cinematografía de Hollywood y sus lujosos efectos especiales. Esta subcultura se regocija en juegos que consisten en bromear y criticar películas de clase B en público. En ocasiones se exhiben algunas películas B con el único propósito de competir por sustituir jocosamente los diálogos, criticar los sencillos efectos especiales de esas décadas, y la particularmente distinta actuación de antaño.
La serie de televisión estadounidense Mystery Science Theater 3000 (El Teatro De La Ciencia Misteriosa 3000), apodada MST3K por sus seguidores, explota esta idea en sus episodios. En su trama tres personajes dialogan a manera jocosa mientras se trasmiten partes bien excéntricas de dichas películas clase B. La serie se distingue visualmente porque se proyectan siluetas de las cabezas de estos personajes, además de las siluetas de los respaldos de su fila de asientos, sobre los videos en cuestión. La superposición tiene por propósito crear la experiencia de estar sentados tras ellos en un cine.
El fenómeno, dicho sea de paso, se ha extendido al internet en forma escrita con algunas diferencias. En esta variante, alguien crea un breve guion metalingüístico con personajes cuyo rol es para criticar jocosa y cínicamente cada línea de otros guiones fanfics (ficción amateur producida por fanáticos de varias series). En esta actividad, llamada también MST'ear, la habilidad literaria de los amateurs es el combustible buscado para producir una diversión basada en la crítica informal.[cita requerida]

## Términos asociados

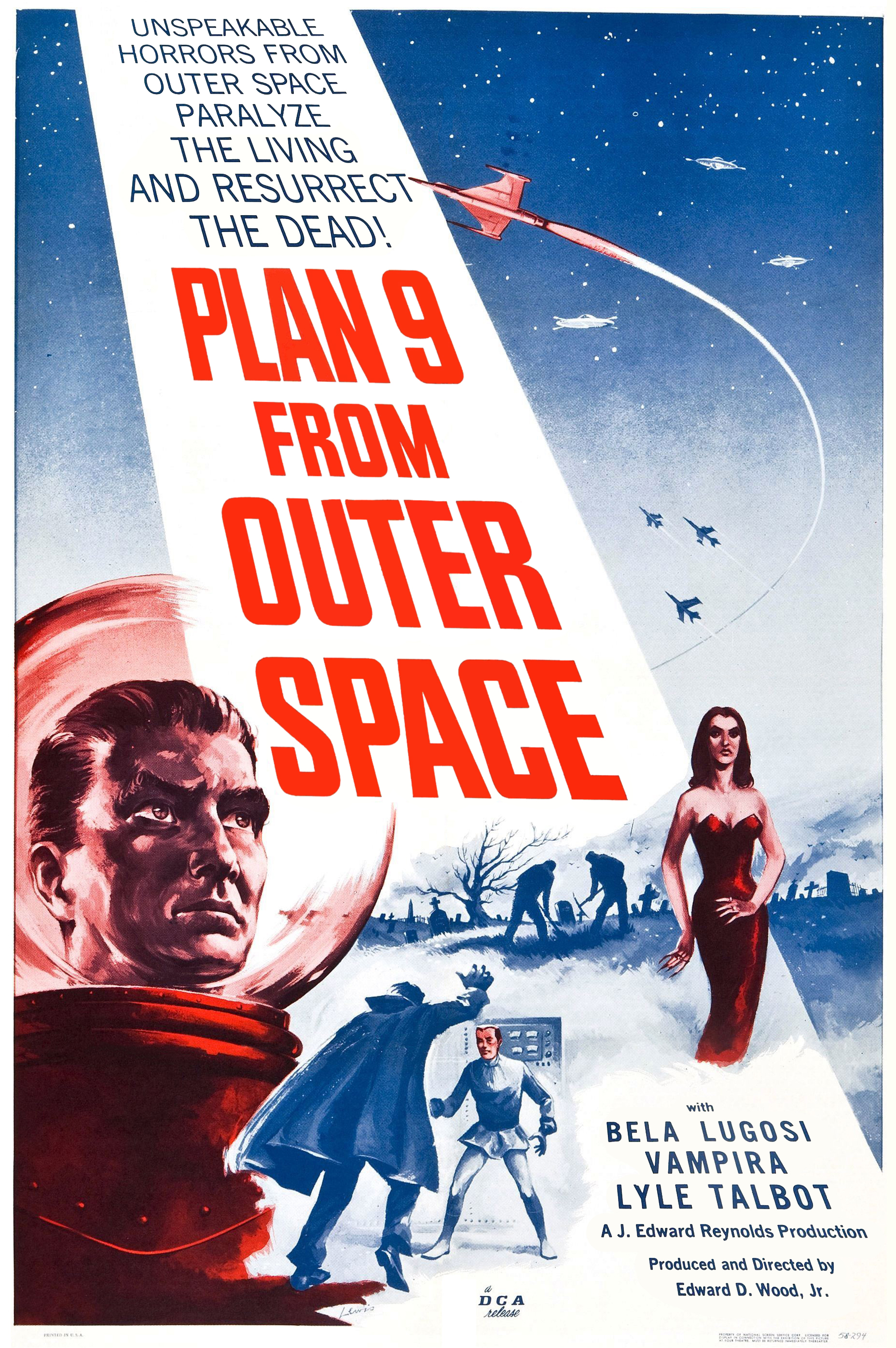
Cartel de Plan 9 from Outer Space

Los términos película clase C y la más común película clase Z, describen grados progresivamente más bajos de la categoría de película clase B. Los términos “película de autocine” y “película de medianoche”, que surgieron en asociación con fenómenos históricos específicos, ahora se utilizan a menudo como sinónimos de película clase B.

### Cine C
Una película clase C es una clase de película cinematográfica en el extremo inferior del cine B, o —en algunas taxonomías— simplemente debajo de ella. En la década de 1980, con el crecimiento de la televisión por cable, la clase C comenzó a ser aplicada con mayor frecuencia a las películas de género de baja calidad utilizadas como programación de relleno para ese mercado. La “C” en el término cumple doble función, refiriéndose no solo a la calidad que es inferior a “B”, sino también a la c inicial del cable. La rápida expansión de los canales especializados de televisión por cable y satelital como SciFi (con sus películas de ciencia ficción) y los canales de género de HBO en los años 1990 y 2000 ha significado un mercado para las películas clase C contemporáneas, muchas de ellas “directas al cable”, es decir, películas de bajo presupuesto nunca estrenadas en los cines.

### Cine Z
A fines de la década de 1950, dio inicio un subgénero del cine B: el cine de clasificación Z, que tenía un presupuesto aún más miserable y una edición peor que su antecesor. Plan 9 From Outer Space, de Ed Wood, fue reconocida como la primera película de serie Z que se hizo en la historia. Este film pretendía ser protagonizado por Béla Lugosi, pero al fallecer fue reemplazado por nada menos que el quiropráctico de la esposa de Wood, que pió durante toda la película con un velo sobre su cara. A las naves espaciales se les podía ver claramente los hilos que las sujetaban y la trama puede llegar a ser la peor que se ha hecho en años.
También hubo películas de ninjas de la IFD Films & Arts en la década de 1980, otro buen ejemplo del estilo: absolutamente ningún tipo de efecto especial (aparte de humo), en la película venían dos historias totalmente distintas, forzadas a relacionarse entre sí, ya que se tomaba una película previamente distribuida (únicamente en Asia) y se mezclaba con nuevas escenas de acción rodadas con actores caucásicos, habitualmente no profesionales, en ridículos trajes de ninjas; el único rol que cumplían estos ninjas consistía en que eran insertados entre escenas, luchando y dialogando infantilmente, confundiendo la trama original de la película.
Se considera a los siguientes grandes personajes del cine Z: Joseph Lai, Bruce Baron, Stuart Smith, Godfrey Ho y el supuesto "campeón de los ninjas", Richard Harrison, actor estadounidense con amplia experiencia en el cine europeo de las décadas de 1960 y 1970 que protagonizó alrededor de 20 películas extravagantes de ninjas en la década de 1980, que terminaron por arruinar su carrera. El propio Harrison afirmó que su mayor contribución al cine fue rechazar el papel protagónico en el western Por un puñado de dólares, y haber recomendado a Clint Eastwood en su lugar.

### Cine psicotrónico
Una película psicotrónica es un término acuñado por el crítico cinematográfico Michael J. Weldon para denotar el tipo de películas de bajo presupuesto que son generalmente despreciadas o ignoradas por completo por el establecimiento crítico. La fuente principal del término fue la película de culto de Chicago The Psychotronic Man (1980), cuyo personaje principal es un barbero que desarrolla la habilidad de matar usando energía psíquica.